# Lorenzo Varela
Xesús Lorenzo Varela Vázquez (La Habana 1917 – Madrid 1978) var en galicisk digter.
Varela blev født om bord på et skib mens hans forældre, emigranter fra Galicien, var på vej til La Habana, Cuba.
Varela vendte hjem til Spanien og voksede op i Lugo. Han var et aktivt medlem af Federación de Mocedades Galeguistas (Det galiciske ungdomsforbund).
I 1934 flyttede han til Madrid, hvor han fik kontakt til gruppen PAN (Poetas Andantes y Navegantes) og til Misións Pedagóxicas (Pædagogiske Missioner). Han meldte sig også ind i PCE, det spanske kommunistparti.
Efter den spanske borgerkrig (1936–1939) forlod han Spanien og landsforviste sig først til Frankrig og senere, i maj 1939, til Mexico.
Varela flyttede til Buenos Aires i 1941, hvor han fik kontakt til andre landsforviste galiciere og emigranter fra Galicien. Han udgav størstedelen af sine digte på galicisk mens han boede i Argentina.
I maj 1976, efter Francisco Francos død, besluttede Varela sig for at vende tilbage til Galicien. Han rejste efterfølgende til Madrid, hvor han boede til sin død to år senere.
Dagen for galicisk litteratur ("Día das Letras Galegas") blev dedikeret til ham i 2005.

## Værker
- Catro poemas galegos pra catro grabados, 1944
- Lonxe, 1954
- Poesías, 1979
- Poesía galega, 1990